# MiKTeX
MiKTeX es una distribución TeX/LaTeX Multiplataforma desarrollada por Christian Schenk.
Las características más apreciables de MiKTeX son su habilidad de actualizarse por sí mismo descargando nuevas versiones de componentes y paquetes instalados previamente, y su fácil proceso de instalación.
La versión actual de MiKTeX es 21.3 y está disponible en su página oficial. Además, tiene características que incluyen MetaPost y pdfTeX y compatibilidad con Linux, Mac y Windows. A partir de la versión 2.7 se incluyó soporte integrado para XeTeX. Desde la versión 2.9 ofrece soporte para ConTeXt Mark IV.

## Características
Las principales características de MiKTeX son las siguientes:
- Es libre y fácil de instalar.
- Incluye más de 800 paquetes con tipografías, macros, etc.
- Tiene un visor propio de archivos dvi denominado Yap.
- Su código es abierto.
- Posee compiladores TeX y LaTeX, convertidores para generar archivos PostScript (.ps), .pdf, .html, etc.; y herramientas para generar bibliografías e índices.
- Posee tres formas de instalación: pequeña, mediana y completa.